# Dysmachus bidentatus
Dysmachus bidentatus är en tvåvingeart som beskrevs av Becker 1923. Dysmachus bidentatus ingår i släktet Dysmachus och familjen rovflugor. Inga underarter finns listade i Catalogue of Life.